# Соседов, Лев Борисович
Лев Борисович Соседов (3 января 1897, с. Соколка, Саратовская губерния — 7 июня 1989, Москва) — советский военный деятель, Гвардии генерал-майор (1943 год).

## Биография
Лев Борисович Соседов родился 3 января 1897 года в селе Соколка (ныне — Сердобский район, Пензенская область).

### Первая мировая и гражданская войны
В мае 1916 года был призван в ряды Русской императорской армии и направлен вольноопределяющимся в 1-й подготовительный учебный батальон, а в августе того же года был направлен на учёбу в Петергофскую школу прапорщиков, после окончания которой в декабре того же года был назначен на должность младшего офицера роты 91-го запасного пехотного полка, после чего принимал участие в боевых действиях на Юго-Западном фронте. В феврале 1918 года был демобилизован из рядов армии в чине прапорщика.
В ноябре того же года вступил в ряды РККА и назначен на должность командира взвода 5-го стрелкового полка, принимавшего участие в боевых действиях на Восточном фронте, в мае 1919 года — на должность командира роты 2-го стрелкового полка (Южный фронт), а с декабря того же года принимал участие в боевых действиях на Юго-Восточном и Кавказском фронтах, находясь на должностях командира батальона 283-го и 280-го стрелковых полков, помощника командира и командира 280-го стрелкового полка, с августа 1920 года в должности помощника заведующего разведкой 94-й стрелковой бригады, а с ноября — в должности начальника штаба Южного участка Дагестанской группы войск.

### Межвоенное время
В мае 1921 года был направлен в 28-ю стрелковую дивизию, где служил на должностях помощника начальника штаба 84-й стрелковой бригады, помощника начальника и начальника 1-й части и начальника штаба дивизии. В составе дивизии Соседов принимал участие в боевых действиях против вооружённых формирований на Северном Кавказе, а также в операциях по разоружению мятежных аулов на территории Ингушетии, Осетии и Чечни.
В сентябре 1925 года был направлен на учёбу в Военную академию имени М. В. Фрунзе, после окончания которой в июле 1928 года был направлен на Стрелково-тактические курсы «Выстрел», где служил на должностях преподавателя тактики, начальника учебной части и учебного отдела, а в декабре 1931 года был назначен на должность начальника штаба курсов.
В мае 1932 года был назначен на должность начальника штаба курсов усовершенствования мотомеханизированных войск, в ноябре 1933 года — на должность начальника учебного отдела — заместителя начальника штаба Военной академии механизации и моторизации РККА, а в апреле 1934 года — на должность преподавателя тактики Военно-воздушной академии РККА им. профессора Н. Е. Жуковского.
В январе 1936 года Соседов был переведён на Высшие стрелково-тактические курсы комсостава «Выстрел», где был назначен на должность начальника штаба, а затем — на должность помощника начальника курсов. С июля 1937 года исполнял должность начальника курсов, и в декабре 1938 года был назначен на должность помощника начальника курсов по учебно-строевой части, в июле 1939 года — на должность старшего преподавателя кафедры общей тактики, а затем — на должность старшего руководителя тактики и начальника курса Военной академии имени М. В. Фрунзе.

### Великая Отечественная война
С началом войны Соседов находился на прежней должности.
В августе 1941 года был назначен на должность старшего помощника начальника оперативного отдела штаба главнокомандующего войсками Юго-Западного направления, а в октябре — на должность начальника оперативного отдела штаба 10-й армии, которая принимала участие в наступательных боевых действиях в ходе битвы под Москвой.
С ноября 1942 года исполнял должность начальника штаба 9-го гвардейского стрелкового корпуса, и в декабре того же года был назначен на должность начальника штаба 30-й армии, которая вела оборонительные боевые действия на ржевском направлении.
В апреле 1943 года был назначен на должность начальника штаба 10-й гвардейской армии, однако в августе того же года от занимаемой должности был отстранён «по несоответствию». С января по февраль 1944 года исполнял должность начальника штаба 40-й армии, затем был назначен на должность заместителя начальника штаба 38-й армии.
В мае 1944 года был назначен на должность начальника штаба 18-го гвардейского стрелкового корпуса, в период с 22 января по 5 апреля 1945 года исполнял должность командира. Корпус принимал участие в боевых действиях в ходе Ясско-Кишиневской, Дебреценской, Будапештской, Братиславско-Брновской, Венской и Пражской наступательных операций, а также и освобождении городов Бухарест, Будапешт, Дьер и Вена. За отличие в боевых действиях корпусу было присвоено почётное наименование «Будапештский».
В течение июня — июля 1945 года корпус был передислоцирован на Дальний Восток, где был включён в состав Забайкальского фронта, после чего участвовал в ходе советско-японской войны. За храбрость и мужество, успешное выполнение поставленных боевых задач и проявленные при этом высокие командирские качества Лев Борисович Соседов был награждён орденом Суворова 2 степени.

### Послевоенная карьера
После окончания войны находился на прежней должности.
В феврале 1946 года был назначен на должность старшего преподавателя Высшей военной академии имени К. Е. Ворошилова.
Генерал-майор Лев Борисович Соседов в марте 1947 года вышел в запас.
Умер 7 июня 1989 года в Москве.

## Награды
- Орден Ленина;
- Два ордена Красного Знамени;
- Два ордена Суворова 2 степени;
- Орден Красной Звезды;
- Медали;
- Трижды личное оружие Реввоенсовета (1928, 1932 и 1934)